# Charles Gordon Curtis
Pour les articles homonymes, voir Curtis.
Charles Gordon Curtis (20 avril 1860 – 10 mars 1953) est un ingénieur américain, inventeur d’une turbine à vapeur.
À la fin du XIXe siècle, les ingénieurs concentrèrent leurs efforts sur le développement des turbines, qui avaient l’avantage de mettre en œuvre un mouvement rotatif, ce qui autorisait la création de machines de très grandes puissances. De plus, par rapport à la machine à vapeur alternative classique, elles présentaient un encombrement réduit ce qui leur conférait un avantage pour certaines utilisations comme dans la marine.
En 1884 Charles Parsons fut  le premier à construire une turbine à vapeur, multicellulaire, de dix chevaux et qui tournait à 18 000 tours par minute. En 1890, le Suédois Carl Gustaf Patrik de Laval réalisa une turbine à vapeur, à un seul disque tournant à 30 000 tours par minute.
En 1896, Charles Gordon Curtis déposa un brevet pour une turbine à vapeur dont le principe est toujours utilisé pour la production d’électricité et dans la propulsion des navires. Il s’agit d’une turbine à action, à axe vertical, utilisant à la fois la pression de la vapeur, qui était bien à l’origine de la machine, mais aussi la détente, accroissant ainsi les rendements.
En 1900, Auguste Rateau publia son traité sur les turbo-machines et mit au point pendant la Première Guerre mondiale son turbo-compresseur de suralimentation mû par les gaz d’échappement : la turbine pouvait alors être libérée de la vapeur  .
En 1910, Charles Gordon Curtis obtient le Prix Rumford décerné par l'American Academy of Arts and Sciences.